# Taux de cisaillement

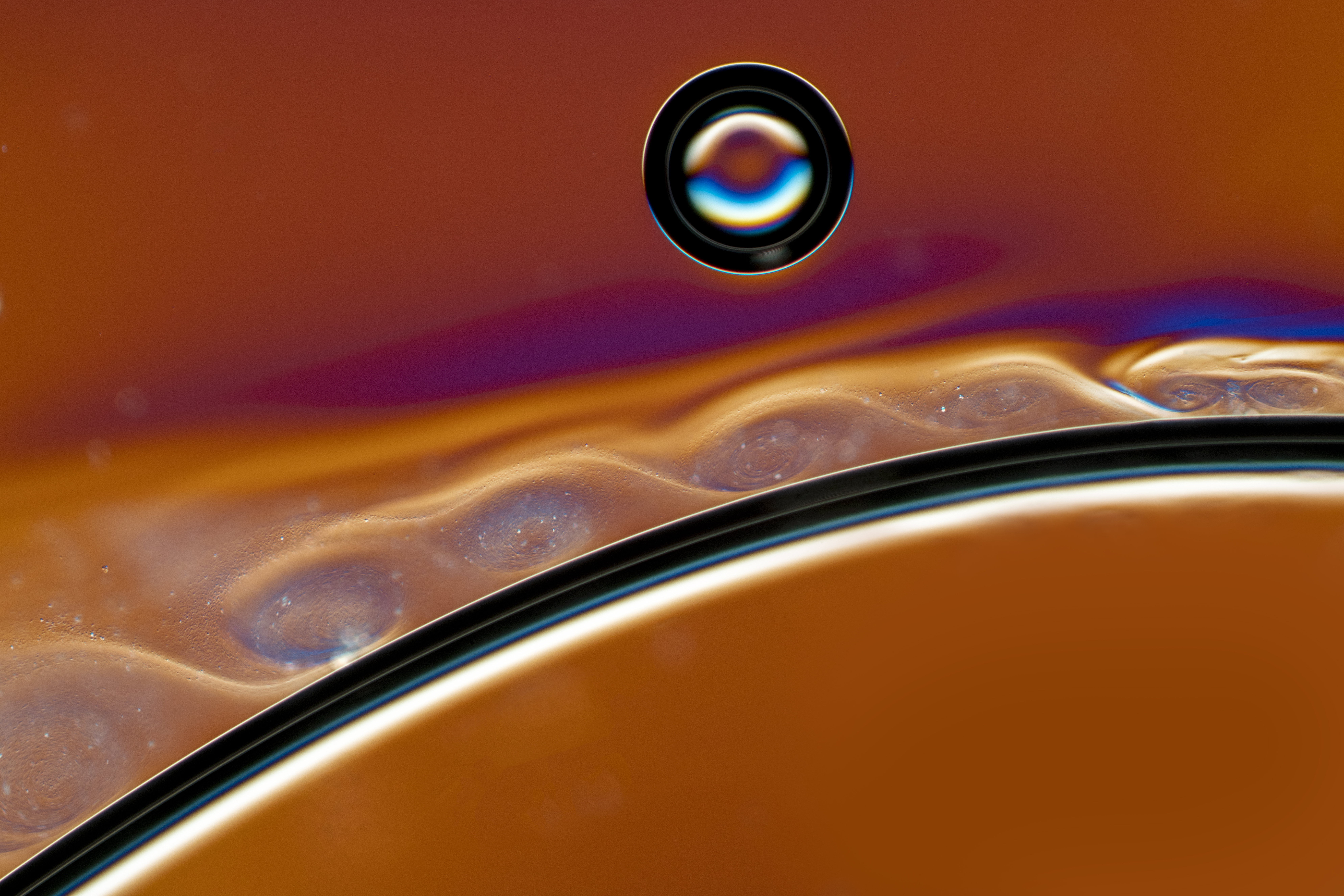
Un fluide s'écoule de droite à gauche le long d'une limite solide. Ce faisant, il subit un frottement avec elle, ce qui entraîne l'application d'une contrainte de cisaillement. Selon la condition de non-glissement, la vitesse de l'écoulement au contact de cette limite est égale à zéro, mais la vitesse augmente de 0 à v (v = la vitesse du fluide) à une certaine hauteur. La région située entre la frontière et cette hauteur est appelée couche limite et c'est dans cette couche que l'on peut observer la formation de tourbillons contrarotatifs dans l'écoulement. Agrandissement ×100

La vitesse de  cisaillement ou « gradient de vitesse » ou « taux de cisaillement »,, symboles {\displaystyle {\dot {\gamma }}} (gamma point) ou D, mesure le cisaillement appliqué au sein d’un fluide. Elle dépend de la contrainte de cisaillement et de la nature du fluide. Le gradient de vitesse décrit la variation spatiale de la vitesse d’écoulement.
La viscosité est la propriété physique intrinsèque impliquant une dépendance entre les contraintes et les vitesses de déformations, en l’occurrence entre la contrainte de cisaillement et la vitesse de cisaillement.
Les viscosimètres de type Brookfield sont largement utilisés tant en laboratoire qu’en production. Le principe de base repose sur la mesure du couple (proportionnel à la contrainte de cisaillement) nécessaire pour maintenir constante la vitesse angulaire de rotation (proportionnelle à la vitesse de cisaillement) d’un mobile immergé dans un fluide, et d’en déduire proportionnellement la viscosité (relative). Ce mode est dit à (vitesse de) cisaillement imposé.
La viscosité d’un produit au comportement non newtonien dépend de la vitesse de cisaillement utilisée pour la mesure et peut, de plus, dépendre de l’histoire de l’écoulement. L’utilisation d’un appareil sophistiqué s’avère dans ce cas nécessaire.
Pour des matières consistantes telles les fondus, bitumes ou résines, il est possible de mesurer la viscosité d’un échantillon avec une vitesse de cisaillement très faible.
Les rhéomètres à rotation à gradient de vitesse élevé sont par exemple destinés aux tests de simulation d’application à la brosse, au rouleau, au pistolet, etc. des peintures, adhésifs ou autres revêtements des laboratoires industriels.

## Cisaillement simple

### Détermination du gradient de vitesse

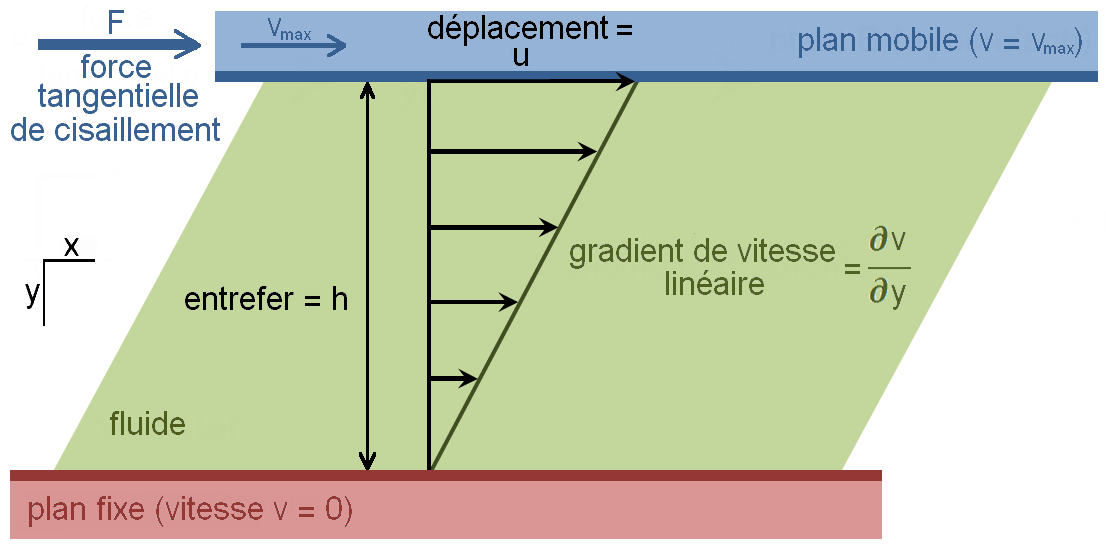
Écoulement d’un fluide en régime laminaire, en cisaillement plan : déformations et vitesses à des couches différentes (gradient de vitesse (h)).

On considère une veine fluide s’écoulant de façon laminaire (écoulement de Couette : la répartition des vitesses dans la veine suit une loi linéaire) entre deux plateaux parallèles, dont l’un se déplace à une vitesse constante et l’autre est stationnaire. Il est possible de faire une analogie avec les cartes d’un jeu lorsque l’on pousse la carte supérieure. Pour un mouvement laminaire plan, on a les relations suivantes
{\displaystyle \gamma ={\frac {u}{h}}}
{\displaystyle v_{\text{max}}={\frac {\mathrm {d} u}{\mathrm {d} t}}}
{\displaystyle {\dot {\gamma }}={\frac {\mathrm {d} \gamma }{\mathrm {d} t}}={\frac {\mathrm {d} }{\mathrm {d} t}}\left({\frac {u}{h}}\right)={\frac {1}{h}}\cdot {\frac {\mathrm {d} u}{\mathrm {d} t}}={\frac {v_{\text{max}}}{h}}}
{\displaystyle \tau ={\frac {F_{\text{tan}}}{A}}}
avec :
{\displaystyle \gamma } = déformation relative du fluide au bout d’un temps dt, grandeur adimensionnelle ;
{\displaystyle u} = déplacement du fluide, en m ;
{\displaystyle h} = hauteur de la zone cisaillée (entrefer), en m ;
{\displaystyle v_{\text{max}}} = vitesse du plateau mobile, en m s−1 ;
{\displaystyle t} = temps ;
{\displaystyle {\dot {\gamma }}} = vitesse de déformation (définie comme la déformation par unité de temps), en s−1 ;
{\displaystyle \tau } = contrainte de cisaillement, tangentielle à la surface A, en Pa ;
{\displaystyle F_{\text{tan}}} = force tangentielle à la surface A, en N ;
{\displaystyle A} = surface de la couche de fluide plane, en m2.
La relation {\displaystyle {\dot {\gamma }}={\frac {v_{\text{max}}}{h}}} montre que :
- plus l’entrefer augmente, plus le gradient de vitesse diminue ;
- plus la vitesse augmente, plus le gradient de vitesse augmente.

Le gradient de vitesse dans le fluide est constant (= {\displaystyle {\frac {v_{\text{max}}}{h}}}) et perpendiculaire à la vitesse
{\displaystyle {\frac {\partial V_{x}}{\partial y}}={\dot {\gamma }}}
avec x = direction de cisaillement et
{\displaystyle {\frac {\partial V_{x}}{\partial x}}={\frac {\partial V_{x}}{\partial z}}=0.}

### Différents types de géométrie

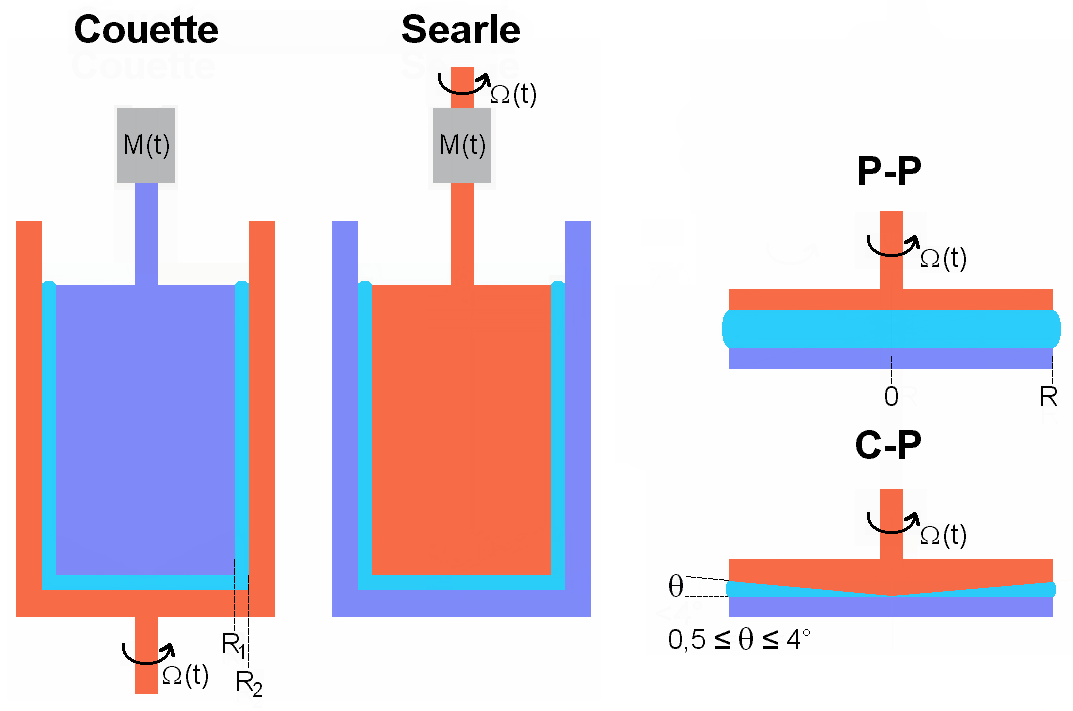
Trois géométries courantes de rhéomètres : cylindres coaxiaux, plateaux parallèles et cône-plan.

- Cylindres coaxiaux de type Searle : la vitesse de cisaillement {\displaystyle {\dot {\gamma }}} est proportionnelle à la vitesse angulaire de rotation {\displaystyle \Omega (t)} du cylindre central. L’entrefer est large (1 à 1,5 mm) pour les liquides à « particules » ou chargés, ce qui a pour conséquence des cisaillements faibles.
- Plateaux parallèles : le gradient de vitesse est nul au centre, maximum à la périphérie (la vitesse tangentielle augmente linéairement avec la distance à l’axe de rotation) : le (taux de) cisaillement n’est pas constant dans le volume de mesure (entrefer). L’entrefer est modifiable (0,2 à 3 mm) en fonction de l’échantillon et du cisaillement choisi.
- Cône-plan : le cisaillement est presque constant dans l’entrefer (sauf au niveau de la troncature) si l’angle du cône (schéma) est très faible (0,5 ≤ {\displaystyle \theta } ≤ 4°) et si le sommet du cône coïncide avec le plan inférieur. Le gradient de vitesse augmente quand {\displaystyle \theta } diminue

L’entrefer est faible, fixe et dépend de {\displaystyle \theta }. L’entrefer est faible près de la troncature : cette géométrie n’est pas adaptée aux fluides dont le diamètre moyen des « particules » ou des charges est élevé. Les rhéomètres cône-plan sont habituellement utilisés pour des mesures en viscosimétrie car ils donnent une viscosité absolue. Celle-ci peut être mesurée rapidement à partir d’un faible volume d’échantillon (environ 1 ml).
Il existe d’autres types de géométrie : capillaire, Mooney-Ewart, à double entrefer, etc.

### Viscosité dynamique
La viscosité dynamique, {\displaystyle \mu }, d’un fluide newtonien est donnée par l’équation
la viscosité dépendant par définition de la température et de la pression ; elle dépend de la composition chimique de l’échantillon si celui-ci n’est pas un corps pur.
La viscosité des fluides non newtoniens dépend en plus de la nature physico-chimique de l’échantillon, du taux de cisaillement (on parle de viscosité apparente, mesurée à un taux de cisaillement donné) et éventuellement du temps et de l’histoire de l’écoulement.
Dans la limite des faibles gradients de vitesse (ou des faibles fréquences de sollicitation si mesure en oscillation), la viscosité équivaut à la viscosité en écoulement continu {\displaystyle \mu _{0}} (1er plateau newtonien).
Il existe deux types de fluides non newtoniens dont la viscosité apparente dépend du temps, si soumis à un gradient de vitesse (ou à une contrainte de cisaillement) constant(e) :
- thixotropes, lorsque la viscosité diminue avec le temps, puis, au repos, augmente ;
- antithixotropes (cas rare), lorsque la viscosité augmente avec le temps, puis, au repos, diminue.

La viscosité correspond à la force de friction entre chaque couche du fluide soumis à une contrainte tangentielle.
Elle est mesurée en pascals secondes (Pa s) dans le système SI ; en pratique, exprimée en poises (symbole P ou Po) dans le système CGS ou en centipoises (cP), avec la correspondance : 1 mPa s = 1 cP.

## Modes de mesure
Il y a équivalence entre sollicitation à (taux de) cisaillement imposé et sollicitation à contrainte imposée (deux modes possibles de mesure) : l’application d’un taux de cisaillement à un fluide entraîne une contrainte et réciproquement, l’application d’une contrainte entraîne un cisaillement. Un rhéomètre à rotation impose sur l’échantillon comme sollicitation :
- un couple, M(t), (exprimé en N m) lié proportionnellement à la contrainte de cisaillement (Pa) ;
- une vitesse angulaire de rotation, {\displaystyle \Omega (t)}, (rad s−1, s−1 ou tr/min) liée proportionnellement au gradient de vitesse (s−1) ;
- ou une déformation, {\displaystyle \gamma (t)}, (cas d’une expérience de relaxation de contrainte). Les échantillons se déforment plus avec un grand entrefer, ceci s’applique lorsqu’il s’agit de produits visqueux ou rigides.

La grandeur complémentaire est mesurée. Dans tous les cas, un cisaillement est appliqué à l’échantillon.

### Exemple pratique: mode à vitesse de rotation imposée
Les viscosimètres à vitesse de rotation imposée sont les plus fréquents. Pour illustrer ce cas, on considère un viscosimètre à rotation simple. Cet appareil impose, au moyen d’un moteur synchrone de précision, un mouvement de rotation à un mobile immergé dans un fluide et mesure l’effort nécessaire à surmonter la résistance offerte à cette rotation. Ce couple résistant est mesuré par l’intermédiaire d’un ressort spiral en alliage de cuivre et de béryllium. Le degré de compression du ressort est proportionnel à la viscosité du fluide.
La géométrie des systèmes de mesure relie proportionnellement les grandeurs physiques d’appareillage (tel que rhéomètre, viscosimètre, viscoanalyseur, dynamomètre) aux grandeurs rhéologiques intrinsèques (viscosités, modules).
Dans le cas considéré, pour un système de mesure (viscosimètre plus mobile) et une vitesse de rotation donnés, la viscosité du liquide est égale au pourcentage de l’échelle de torsion multiplié par un facteur. Un exemple de tableau de valeurs relatif à un système de mesure est donné ci-dessous :
| Vitesse de rotation sélectionnée (tr/min) | Facteur |
| ----------------------------------------- | ------- |
| 0,3                                       | 200     |
| 0,6                                       | 100     |
| 1,5                                       | 40      |
| 3                                         | 20      |
| 6                                         | 10      |
| 12                                        | 5       |
| 30                                        | 2       |
| 60                                        | 1       |

Exemple : une mesure est effectuée à 6 tr/min (taux de cisaillement imposé, non déterminé), la lecture sur l’échelle graduée de 0 à 100 du viscosimètre indique 75 ; la viscosité Brookfield mesurée dans certaines conditions, est donc égale à 750 cP.
Il est possible d’étalonner un viscosimètre avec des étalons de viscosité (huiles silicone, thermostables). Ils couvrent une large plage de viscosité afin d’être adaptés à tous les modèles de viscosimètres.
Pour un fluide de viscosité donnée, la résistance à la rotation sera d’autant plus élevée que la taille du mobile (surface de contact) ou la vitesse de rotation (reliée proportionnellement au gradient de vitesse) augmenteront. Il en découle :
- la gamme de viscosité minimale s’obtient en utilisant le mobile et la vitesse les plus grands ;
- la gamme de viscosité maximale nécessite l’emploi du plus petit mobile à la vitesse la plus faible. Pour n’importe quelle combinaison mobile/vitesse, la viscosité maximale mesurable est égale au facteur × 100 (valeur pleine échelle), dans le cas d’un viscosimètre à cadran (affichage analogique).

Les mesures réalisées en utilisant le même mobile à différentes vitesses permettent d’apprécier les propriétés et le comportement rhéologiques de l’échantillon (fluide newtonien, rhéofluidification, etc.).

## Viscoélasticité
Dans le cas d’un liquide newtonien, la variation de la contrainte et celle de la vitesse de cisaillement sont simultanées.
Un comportement non newtonien important est la viscoélasticité. Dans le cas d’un liquide viscoélastique, il existe un décalage entre la variation de la contrainte et celle de la vitesse de cisaillement : ce temps est appelé temps de relaxation du liquide. Voir aussi Modèle de fluides viscoélastiques de Maxwell et Silly Putty.

## Comportement rhéologique
- Le comportement newtonien est indépendant du gradient de vitesse. La viscosité des liquides newtoniens est constante quel que soit {\displaystyle {\dot {\gamma }}}. Ces liquides ne sont pas modifiés avec le cisaillement. Très peu de liquides sont newtoniens. Exemples : eau, huiles de faibles viscosités.

- Le comportement est rhéofluidifiant (shear thinning en anglais) ou « pseudoplastique » (ancienne appellation parfois rencontrée) dans le domaine rhéofluidifiant, situé après le 1er plateau newtonien. La viscosité du fluide décroît (fluidification) avec l’augmentation de {\displaystyle {\dot {\gamma }}}. La structure de la matière est orientée/déformée par le cisaillement (ex. : alignement des chaînes d’un polymère suivant la direction de la contrainte). Aux forts taux de cisaillement (correspondant au second plateau newtonien), il y a déstructuration de la matière. Une structure qui ne s’écoule pas nécessite un effort plus important pour être déstructurée. La plupart des échantillons contenant des objets de grande taille par rapport à l’échelle atomique[11] sont rhéofluidifiants. La majorité (environ 90 %) des substances sont rhéofluidifiantes : polymères, émulsions peu chargées, suspensions, shampooing, etc.

Il existe d’autres modes d’écoulement : fluides rhéoépaississants (shear thickening fluids ; le terme « dilatant » est parfois rencontré en français ; ex. : sable mouillé), fluides de Bingham, fluides thixotropes et antithixotropes.

## Courbes d’écoulement et de viscosité
Ces rhéogrammes décrivent la capacité de la matière à résister à l’écoulement en fonction du taux de cisaillement. La courbe d’écoulement (flow curve) s’obtient en portant la contrainte tangentielle en fonction du taux de cisaillement. La courbe de viscosité s’obtient en portant la viscosité dynamique en fonction du taux de cisaillement.

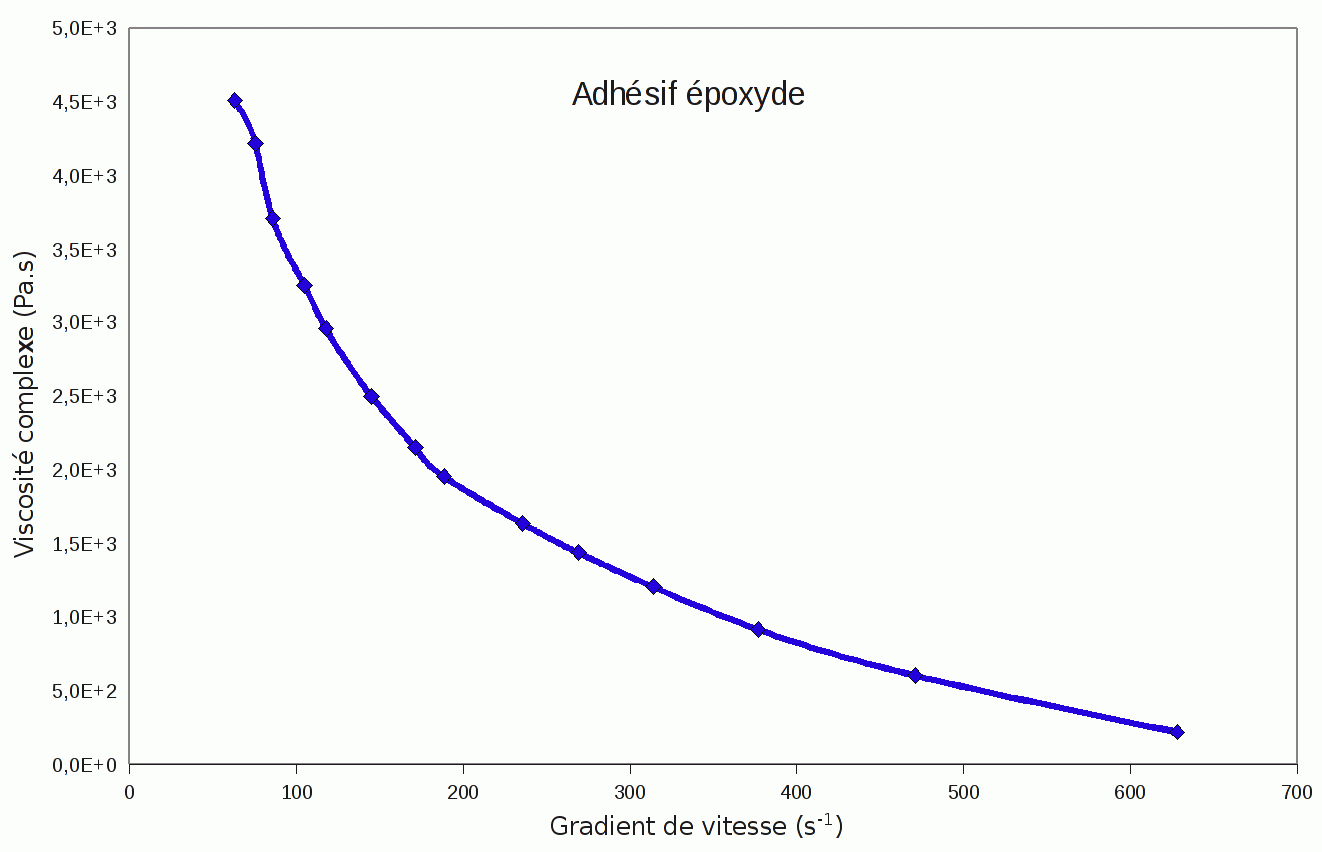
Courbe de viscosité * en cisaillement et oscillation = f montrant la rhéofluidification d’un fondu de polymère.

## Ordres de grandeur
Les gradients de vitesse sont des indicateurs de la rapidité pour déformer une matière.
À noter que les ordres de grandeur des gradients de vitesse donnés dans la littérature sont variables d’une source à l’autre.
| Procédé ou instrument       | Gradients de vitesse typiques (s−1) |
| --------------------------- | ----------------------------------- |
| Sédimentation, fluage       | 10−6 – 10−4                         |
| Étalement (ou tendu)        | 10−2 - 10−1                         |
| Égouttage, coulure*         | 10−2 - 101                          |
| Rhéomètre à rotation **     | 100 - 103                           |
| Malaxage, pompage, brossage | 101 - 102                           |
| Mastication, extrusion      | 101 - 105                           |
| Injection                   | 103 - 107                           |
| Pulvérisation (ou spray)    | 103 - 106                           |

Les viscosimètres à écoulement*, instruments simples et économiques, sont basés sur le principe de l’écoulement par gravité ; ils mesurent généralement le temps d’écoulement exprimé en secondes (s) ou la viscosité cinématique, en stokes (St) ou centistokes (cSt). Ils permettent de contrôler rapidement des produits liquides tels des peintures, vernis et encres. Cette technique de mesure regroupe la famille des coupes à écoulement (viscosimètres empiriques) (appelées aussi coupes consistométriques ou coupes de viscosité, telles la coupe Zahn, couramment utilisées dans les vérifications ponctuelles de consistance), des viscosimètres à bulle et des jauges spéciales.
Les rhéomètres à rotation** permettent d’étudier fondamentalement les propriétés d’écoulement.
| Instrument                              | Gradients de vitesse élongationnels typiques (s−1) |
| --------------------------------------- | -------------------------------------------------- |
| Rhéomètre capillaire à écoulement forcé | 100 - 104                                          |

Les rhéomètres à rotation et capillaire à écoulement forcé sont complémentaires. Ce dernier permet d’accéder aux propriétés élongationnelles (viscosité élongationnelle...) et de simuler des mises en forme nécessitant des gradients de vitesse élevés (pompage, extrusion, pulvérisation, etc.) ; le fluide est poussé dans une filière de dimensions connues au moyen d’un piston dont la vitesse est contrôlée.

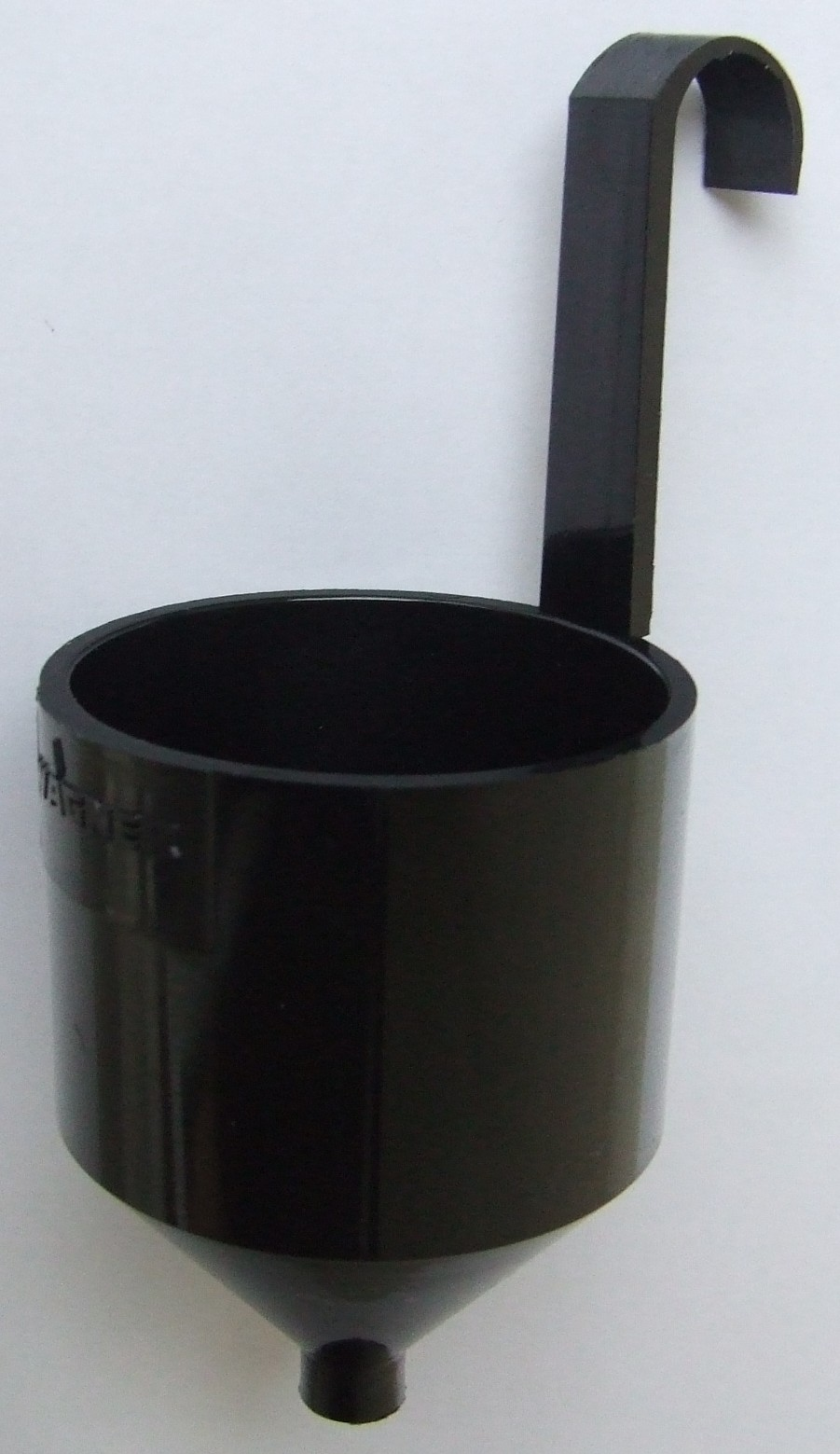
Coupe Ford, orifice à capillaire ⌀ 4 mm.
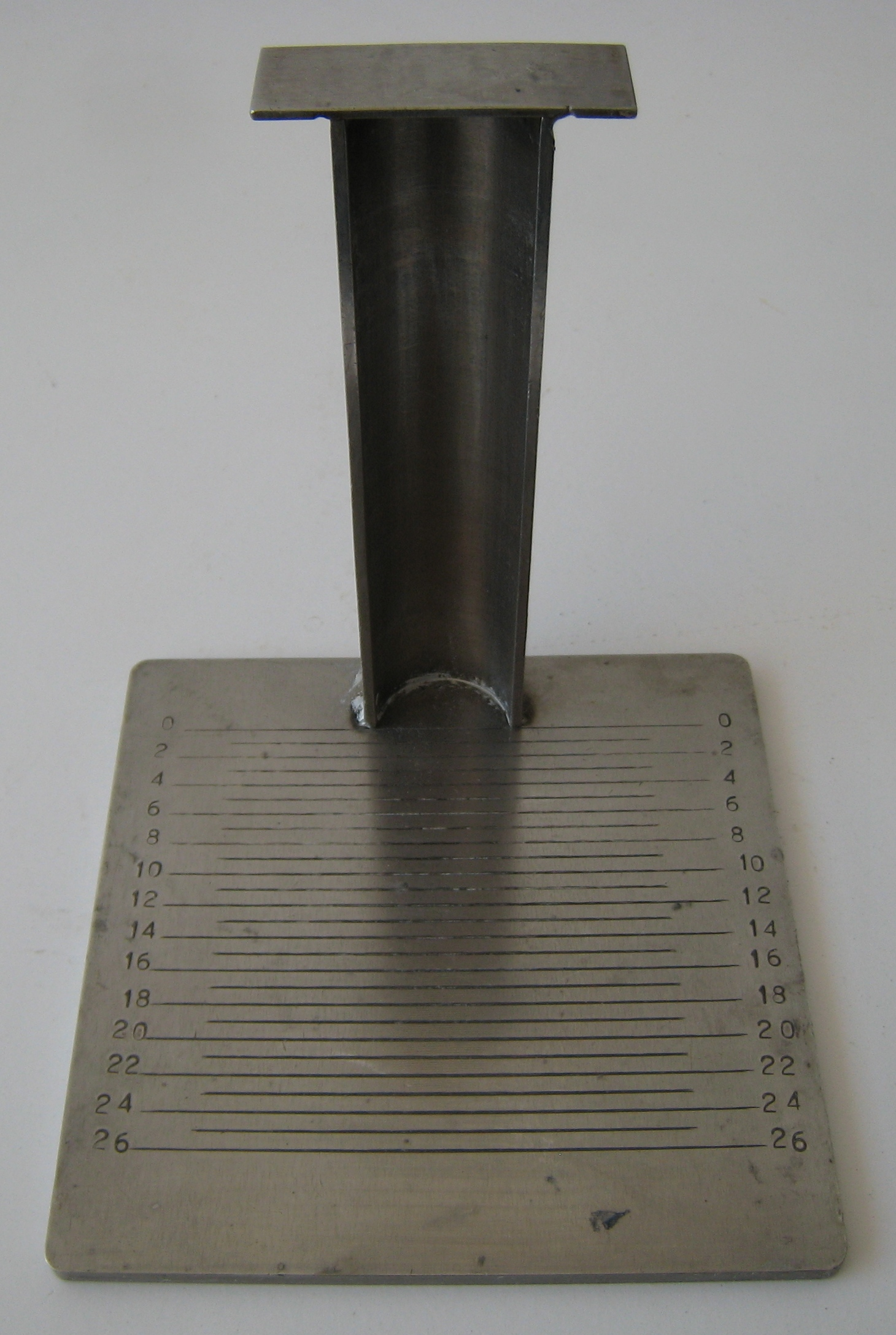
Jauge Daniel
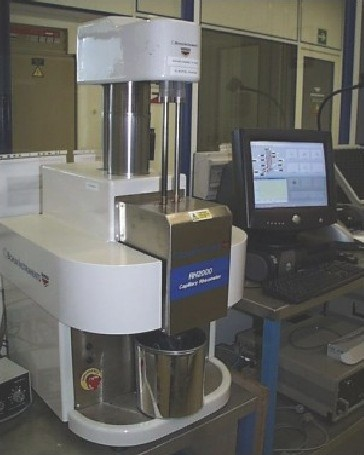
Rhéomètre capillaire à écoulement forcé (dit haute pression) de table.